# Desert Car Kings
Desert Car Kings (no Brasil: Os Reis dos Carros Clássicos) é um reality show americano que acompanha Ron e Jason McClue, pai e filho, donos e sócios da Desert Valley Auto Parts, um ferro-velho localizado em Phoenix, Arizona. O programa estreou em 26 de janeiro de 2011 no Discovery Channel. O programa mostra a cada episódio a restauração de um carro clássico americano na oficina localizada na Desert Valley Auto Parts, um ferro-velho com mais de dez mil carros em seu terreno. Entre os carros restaurados estão um Ford Thunderbird 1965, um Oldsmobile 442 1970, um Ford Galaxie 1962, um Plymouth Barracuda 1964, um Ford F-100 1955, e um Chevrolet Chevelle SS 1966. No Brasil o programa estreou originalmente no Discovery Turbo, e atualmente é transmitido no Discovery Channel.

## Temporadas
| Temporada | Temporada | Episódios | Primeiro episódio     | Último episódio     | Ref.        |
| --------- | --------- | --------- | --------------------- | ------------------- | ----------- |
|           | 1         | 10        | 26 de janeiro de 2011 | 29 de março de 2011 | [ 5 ] [ 6 ] |

## Lista de episódios
| #  | #                               | Título                  | Estreia               |
| -- | ------------------------------- | ----------------------- | --------------------- |
|    | 1                               | "Parts and Restoration" | 26 de janeiro de 2011 |
| 2  | "Young vs. Olds"                | 2 de fevereiro de 2011  |                       |
| 3  | "Hitchhiker's Guide to Galaxie" | 9 de fevereiro de 2011  |                       |
| 4  | "Cuda Woulda Shoulda"           | 16 de fevereiro de 2011 |                       |
| 5  | "Pickup Line"                   | 23 de fevereiro de 2011 |                       |
| 6  | "Chevelle SS"                   | 2 de março de 2011      |                       |
| 7  | "Drive Like a Champion"         | 9 de março de 2011      |                       |
| 8  | "Caddy Shock"                   | 16 de março de 2011     |                       |
| 9  | "Pontiac GTO"                   | 23 de março de 2011     |                       |
| 10 | "Charger Showdown"              | 29 de março de 2011     |                       |